# 津川武一
津川 武一（つがわ たけいち、1910年8月2日 - 1988年9月4日）は、日本の政治家、精神科医、作家である。

## 来歴・人物
青森県南津軽郡五郷村（現青森市浪岡地区）に生まれ、小作人の子どもとして育つ。学業成績が優秀であったため、小学校の教師のすすめで弘前中学校に進学し、その後旧制弘前高等学校に進む。弘前高時代は、石上玄一郎と交友をもつ。なお、太宰治とも同時期に弘前高に在学していたが、そのころは交流はなかったという。なお、津川、石上、太宰は、いずれも旧制中学四修で高校入学組の秀才だった。ただし、太宰は高等小学校１年就学後に中学入学のため津川と石上よりは一歳上だった。
1930年、東京帝国大学医学部に進学。同期には若月俊一、榊原仟、近藤宏二など。当時の社会不安をバックにした社会変革の活動に参加し、在学中に日本共産党に入党する。しかし、治安維持法違反の容疑で逮捕、起訴され、大学から退学処分（1933年）を受けるが、「転向」を表明して執行猶予付きの有罪判決を受け、その後、青森歩兵第５連隊での兵役（1935年）を挟んで大学への復学（1937年）が許される。1939年の卒業後、大学の医局に勤務するも、石上に医局の内部情報を用いた小説「精神病学教室」（1943年）の題材を提供したため、彼がその作品を書いたと主任教授だった内村祐之に誤解され、破門の扱いを受ける（ただしこの件については破門の事実を疑う説も存在する。『いのちとくらし』第5号所載の秋元波留夫「津川武一と東大精神医学教室」を参照のこと）。
戦時中は、陸軍軍医として山形、仙台などの東北地方の部隊に配置される。最後は弘前陸軍病院精神病棟に着任し、そこで終戦を迎えた。
敗戦後は郷里に戻り共産党の再建活動に参加する。再建準備の会議に太宰治が現れたが、太宰は結局、活動には参加することはなかった。
一方で、共産党の活動ともに、地域医療の充実にも力をつくし、津軽保健生活協同組合を設立。健生病院、藤代健生病院の開設に尽力し、青森県内での医療生協の運動を大いに発展させた。1960年代初頭の、ポリオの生ワクチン輸入の時には、盟友、岩淵謙一医師と共に先頭にたって厚生省、大蔵省との折衝を繰り返し、ポリオ感染に不安を抱く多くの母子を救うべく、献身的な活動を行った。
1933年12月東大を退学処分となり、帰省して両親の農作業を手伝う合間に、小説の執筆を始めた。1955年、小説『農婦』で読売新聞小説賞佳作入賞、『過剰兵』は、サンデー毎日大衆文芸賞に入選した。また、地域では日本民主主義文学同盟の弘前支部の中心的な書き手として、後進を育て、また故郷の先人葛西善蔵の顕彰にも尽力した。
1963年に青森県議会選挙に出馬、当選し、2期務める。2期目の途中の1969年、第32回衆議院議員総選挙に中選挙区の青森2区から立候補、当選をはたし、東北地方の最初の日本共産党の代議士として、1986年に引退するまで通算5期衆議院議員を務め、りんご産業振興をはじめ、農林水産の部門で活躍した。
浪岡町(現青森市)に、2002年に記念碑が建てられた。

## 著書
- 『酒の12章 上手に飲むために』刀江書院　1963
- 『わが心の歌ごよみ』第1-17集　弘前文学会　1965-84
- 『医療を民衆の手に 津軽保健生協のたたかい』民衆社　1970
- 『農婦　津川武一文学集1』民衆社　1970
- 『生けるしるし 津川武一文学集』民衆社　1971
- 『葛西善蔵その文学と風土』津軽書房　1971
- 『苦悶の文学者 作家の精神構造』造形社　1972
- 『酒・さけ その上手なのみ方』民衆社　1972
- 『骨肉の姦』民衆社　1973　津川武一文学集 3
- 『出稼ぎ ある国会議員の報告』北方新社　1974
- 『栄養とたべもの 上手な食生活のために』民衆社　1976　生活相談
- 『ひろった命』民衆社　1976　津川武一文学集 4
- 『死にとりつかれた川端文学』医療図書出版社　1979
- 『母の記』緑の笛豆本の会　1980
- 『りんごに思う りんごの過去・現在・未来』北方新社　1985
- 『津軽に生きる』北の街社　1986
- 『コメを憂う』北方新社　1987
- 『天皇はいま何を考えていますか』弘前民主文学　1988
- 『巫女 神憑りのメカニズム』民衆社　1989
- 『オロシアおろし 藤田民次郎の一揆』民衆社　1989
- 『綱子のりんご日記』民衆社　1989
- 『太宰治と私』緑の笛豆本の会　1991
- 『津川武一日記』全10巻　日本民主主義文学同盟弘前支部編　北方新社 1991-96